# Stanulus
Stanulus es un género de peces de la familia de los blénidos en el orden de los Perciformes.

## Especies
Existen las siguientes especies en este género:
- Stanulus seychellensis (Smith, 1959)
- Stanulus talboti (Springer, 1968)